# Mariposa de Barrio
 (septembre 2024).
Jenni Rivera : Mariposa de Barrio est une telenovela américaine diffusée depuis le 27 juin 2017 sur Telemundo.
Elle est basée sur l'autobiographie Unbreakable: My Story, My Way écrite par Jenni Rivera avant sa mort et qui a été publiée à titre posthume en juillet 2013.

## Synopsis
L'histoire inspirante et poignante de Jenni Rivera suivant ses pas à partir de sa jeune enfance vers son rêve de gloire. Un voyage autobiographique à partir de sa naissance, basé sur son livre Unbreakable, ainsi que des témoignages inédits qui révèlent, comme jamais auparavant, sa propre famille et explorent sa vie en tant que fille, femme, amoureuse et artiste.

## Distribution

### Rôles principaux
- Angélica Celaya : Jenni Rivera
- Gabriel Porras : Pedro Rivera
- Rosalinda Rodriguez : Rosa Saavedra de Rivera
- Samadhi Zendejas : Jenni Rivera (13-25 ans)
- Tony Garza : José Trinidad Marín
- Regina Orquín : Jenni Rivera (9-12 ans)
- Enrique Montaño : Pedro Rivera (19-30 ans)
- Adrián Carvajal : Pedro Rivera (31-48 ans)
- Adriano Zendejas : Gustavo Rivera (17-28 ans)
- Emmanuel Morales : Gustavo Rivera (29-46 ans)
- Xavier Ruvalcaba : Lupillo Rivera (15-22 ans)
- Raúl Sandoval : Lupillo Rivera (23-40 ans)
- Mauricio Novoa : Juan Rivera (15-20 ans)
- Uriel del Toro : Juan Rivera (21-34 ans)
- Ana Wolfermann : Rosie Rivera (12-17 ans)
- Stephanie Arcila : Rosie Rivera (18-31 ans)
- Vanessa Pose : Chiquis Rivera (14-27 ans)
- Alma Matrecito : Jackie Rivera (13-23 ans)
- Pepe Gámez : Juan Manuel López
- Christopher Millán : Fernando Ramírez
- Ricardo Kleinbaum : Esteban Loaiza Vega
- Julio César Otero : Trinidad Marín Rivera (14-21 ans)
- Gabriela Sepúlveda : Jenicka López Rivera (12-15 ans)
- Gael Sanchez : Jhonny Ángel López Rivera (8-11 ans)

### Rôles secondaires
- Gabriela González : Ramona Suárez (28-45 ans)
- Paloma Márquez : Patricia Benitez (26-43 ans)
- Laura Vieira : Brenda Martínez (20-34 ans)
- Diana Marcoccia : Gladyz
- Yrahid Leylanni : Fabiola Llerandi
- Sonia Noemí : Consuelo Ramírez
- Ronald Reyes : Gabriel Vásquez
- Carlos Guerrero : Pete Salgado
- Alexis Venegas : Adán Terriquez
- Eduardo Antonio : Jaime Terriquez
- Tony Vela : Pepe Garza
- Jeyson Rodriguez : Jacob Yebale
- Oliver Gutierrez : Jorge Sánchez
- Julio Ocampo : Pedro Rivera (17-34 ans)
- Adriana Bermudez : Rosa Rivera (15-32 ans)
- Braulio Hernández : Pedro Rivera Saavedra (14-17 ans)
- John Diaz : Gustavo Rivera (12-15 ans)
- Noah Rico : Lupillo Rivera (6-9 ans)
- Nicholas Forero : Lupillo Rivera (11-13 ans)
- Martín Fajardo : Juan Rivera (5-7 ans)
- Kevin Cabrera : Juan Rivera (9-14 ans)
- Mauricio Novoa : Juan Rivera (15-20 ans)
- Orlyana Rondon : Rosie Rivera (4-7 ans)
- Luz de Sol Padula : Rosie Rivera (8-11 ans)
- Maya Idarraga : Chiquis Rivera (2-3 ans)
- Paola Real : Chiquis Rivera (4-7 ans)
- Dariana Fustes : Chiquis Rivera (8-13 ans)
- Fabiana Lion : Jacquelin Melina Marín Rivera (4-6 ans)
- Samantha López : Jacquelin Melina Marín Rivera (9-12 ans)
- David Hernández : Trinidad Marín Rivera (5-6 ans)
- Miguel Cubillos : Trinidad Marín Rivera (7-10 ans)
- Christian Alfonso : Trinidad Marín Rivera (11-13 ans)
- Isabela Hernández : Jenicka López Rivera (3-4 ans)
- Giana Deftereos : Jenicka López Rivera (5-7 ans)
- Daniel García : Jhonny Ángel López Rivera (4-7 ans)
- Thamara Aguilar : Ramona Suárez (18-27 ans)

## Production
La série est créée par l'écrivaine vénézuélienne Rossana Negrín, basée sur l'autobiographie Unbreakable: My Story, My Way écrite par Jenni Rivera, publiée en juillet 2013. C'est la seule version autorisée sur la vie de Jenni Rivera, basée aussi sur les témoignages de ses proches. 90 épisodes ont été commandés pour sa diffusion.